# Marthe-Rose
Ne doit pas être confondu avec Solitude (vers 1772-1802).
Marthe-Rose, dite « Toto », serait née en 1762 à Sainte-Lucie et morte en martyre en 1802. Mulâtresse, elle est une figure de l'Histoire de la Guadeloupe. Elle est la compagne de Louis Delgrès et participe, elle aussi, à l'effervescence de la rébellion guadeloupéenne de 1802.

## Histoire

### Biographie

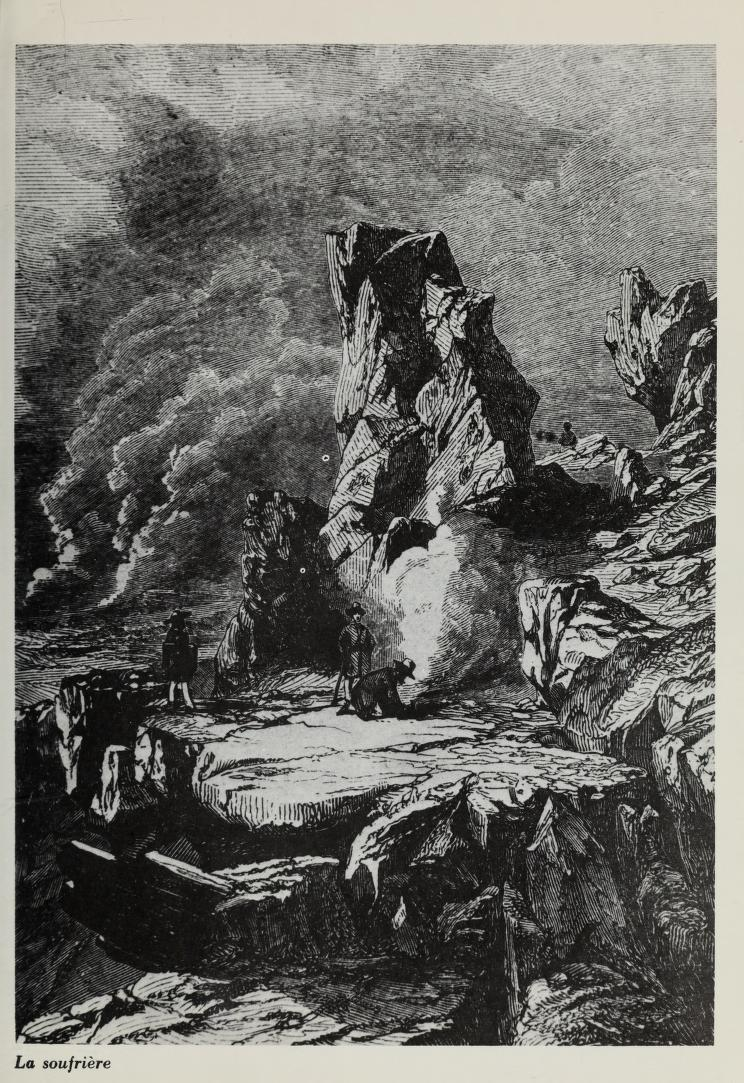
La Soufrière, gravure in Auguste Lacour, Histoire de la Guadeloupe (1857)

Marthe-Rose serait née à La Soufrière, dans l’île de Sainte Lucie aux Antilles, colonie française alors sous occupation britannique. Lorsque la Révolution française abolit l’esclavage en Guadeloupe, le 2 juin 1794, elle est dite « libre de couleur ».
Son compagnon, le militaire martiniquais Louis Delgrès, également libre de couleur, officier dans les armées de la Révolution, participe à la campagne pour chasser les Britanniques de Sainte-Lucie. Il est fait prisonnier puis revient dans les Caraïbes après sa libération. En octobre 1801, il est l’aide de camp du capitaine général Jean-Baptiste Raymond de Lacrosse, représentant du Consulat à la Guadeloupe.

### Rébellion de 1802
En 1794, le décret pour l'abolition de l'esclavage est voté par la Convention nationale. Huit ans plus tard, il est abrogé en 1802 après l'arrivée au pouvoir de Napoléon. Cependant, les tensions entre la colonie guadeloupéenne et le gouvernement napoléonien se font déjà ressentir dès 1801. L'arrivée de Lacrosse, capitaine général de la Guadeloupe, en mai de la même année, confirme les craintes des abolitionnistes de l'île et génère une rébellion armée. Pour défendre les valeurs de la République et de la Révolution, plusieurs officiers de l'armée, la majorité libres de couleur, prennent les armes. Parmi eux, se trouvent les Noirs et métis Magloire Pélage, Joseph Ignace et Pierre Gédéon, qui seront rejoints plus tard par Louis Delgrès, tous soulevés contre l'autoritarisme et les préjugés de Lacrosse. Le 24 octobre 1801, le capitaine général de Lacrosse est arrêté et expulsé de la Guadeloupe. En réponse, la métropole envoie alors une expédition punitive chargée de rétablir l'ordre en Guadeloupe.
Le 6 mai 1802, le général Richepance débarque en Guadeloupe. Dès lors, s'ensuivent de nombreux combats entre les forces napoléoniennes et celles menées par Joseph Ignace en Grande-Terre et Louis Delgrès en Basse-Terre. Le 14 mai, Delgrès et ses hommes ainsi que sa compagne Marthe-Rose sont assiégés dans le Fort de Basse-Terre (à présent le Fort Delgrès ) jusqu'au 22 mai, où ils s'échappent vers les hauteurs de Matouba pendant la nuit. Delgrès et Marthe-Rose sont séparés pendant la fuite car Marthe Rose se brise la jambe et perd le groupe. Elle est retrouvée plus tard par la maîtresse d'une plantation et est arrêtée.
Après des jours de combat qui les submerge, Louis Delgrès se suicide avec ses hommes le 28 mai 1802, pour ne pas avoir à se rendre, et quelques semaines plus tard, l’esclavage est rétabli sur l’île.

### Exécution
Le 12 décembre 1802 (10 Vendémiaire, an II), le jugement et la décision de la mise à mort du 2 octobre de Marthe-Rose (et de ses camarades) sont publiés dans Le Moniteur universel : elle est accusée d'avoir pris« part active à la rébellion » et d'avoir poussé des soldats noirs à fusiller des prisonniers blancs,.

Estropiée par sa chute lors de sa fuite et pauvrement soignée, Marthe-Rose est emmenée à la potence sur une civière puis pendue. Le témoignage de l'historien créole Auguste Lacour dans son ouvrage Histoire de la Guadeloupe, raconte son exécution et transmet ainsi ses derniers mots : 
« Des hommes après avoir tué leur roi, ont quitté leur pays pour venir dans le nôtre porter le trouble et la confusion : que Dieu les juge ! ». 

### Hommages
À Basse-Terre, une rue porte son nom.
Le soir du 18 mai 2024, une marche nocturne commémorative est organisée en l'honneur de Marthe-Rose, où elle est reconnue comme une figure féminine de la lutte contre le rétablissement de l'esclavage.